# Nikólaos Andrikópoulos
Nikólaos Andrikópoulos (en grec moderne : Νικόλαος (Νίκος) Ανδρικόπουλος, né le 17 avril 1997 à Athènes) est un athlète grec, spécialiste du triple saut. 

## Biographie
Il remporte à deux reprises la médaille d'or du triple saut aux Championnats des Balkans d'athlétisme, en 2021 et 2022. Lors de cette saison 2022, il se classe 12e des championnats du monde en salle à Belgrade.
En 2023, au cours des championnats d'Europe en salle d'Istanbul, il établit un nouveau record personnel en finale avec 16,58 m, et remporte la médaille d'argent derrière le Portugais Pedro Pichardo.

## Palmarès

### International
| Date | Compétition                    | Lieu     | Résultat | Marque  |
| ---- | ------------------------------ | -------- | -------- | ------- |
| 2022 | Championnats du monde en salle | Belgrade | 12e      | 16,05 m |
| 2023 | Championnats d'Europe en salle | Istanbul | 2e       | 16,58 m |

### National
- Championnats de Grèce d'athlétisme :
  - Triple saut : vainqueur en 2021

## Records
| Épreuve     | Épreuve   | Marque  | Lieu      | Date         |
| ----------- | --------- | ------- | --------- | ------------ |
| Triple saut | Plein air | 16,73 m | Smederevo | 27 juin 2021 |
| Triple saut | En salle  | 16,58 m | Istanbul  | 3 mars 2023  |